# Bystřice (ort i Tjeckien, Mellersta Böhmen)
Bystřice är en stad i Tjeckien.   Den ligger i regionen Mellersta Böhmen, i den centrala delen av landet, 40 km söder om huvudstaden Prag. Bystřice ligger 372 meter över havet och antalet invånare är 3 993.
Terrängen runt Bystřice är huvudsakligen platt, men söderut är den kuperad.Runt Bystřice är det ganska glesbefolkat, med 28 invånare per kvadratkilometer. Närmaste större samhälle är Benešov, 5,7 km norr om Bystřice. Omgivningarna runt Bystřice är en mosaik av jordbruksmark och naturlig växtlighet.